# إيفان دال سانتو
إيفان دال سانتو (12 يناير 1972 في إيطاليا - ) هو لاعب كرة قدم سويسري في مركز الدفاع. لعب مع نادي زيورخ ونادي سانت غالن ونادي فولن ونادي فينترتور ونادي لوزيرن ونادي نوشاتل زاماكس وSC Young Fellows Juventus ‏ وFC Wettingen ‏.

## وصلات خارجية
- إيفان دال سانتو على موقع قاعدة بيانات كرة القدم.إي يو (الإنجليزية)
- إيفان دال سانتو على موقع عالم كرة القدم.نت (الإنجليزية)

{{بذرة لاعب كرة قدم سويسري}